# Laurence Rochat
Laurence Rochat (* 1. August 1979) ist eine ehemalige Schweizer Skilangläuferin.

## Werdegang
Rochat ging bereits sechzehnjährig bei ihren ersten internationalen Rennen, Continental Cups und FIS-Rennen, an den Start. Anfang 1996 nahm sie an der Juniorenweltmeisterschaft in Asiago teil und wurde 48. über 5 Kilometer. 
In den nächsten beiden Jahren verbesserte sie diese Ergebnisse und wurde auf der gleichen Strecke Neunzehnte beziehungsweise Fünfte, ausserdem wurde sie mehrmalige Schweizer Meisterin. Im Dezember 1998 wurde Rochat erstmals für den Skilanglauf-Weltcup nominiert, dort gelangen ihr bis Ende 2000 allerdings keine Platzierungen in den Punkterängen bis Platz 30. Bis zu diesem Zeitpunkt hatte sie schon zwei FIS-Rennen gewonnen und einige auf dem Podest beendet. Das Jahr 2001 verlief für Rochat erfolgreich, sie wurde bei der Weltmeisterschaft 27. und erreichte im Weltcup erstmals die besten 20 Plätze. Auch 2002 setzte sich der Aufwärtstrend fort, erstmals nahm sie an den Olympischen Spielen in Salt Lake City teil, wo sie mit der Staffel um Andrea Huber, Brigitte Albrecht-Loretan und Natascia Leonardi Cortesi überraschend die Bronzemedaille gewann. Ebenfalls im Team gelang ihr am Ende des Jahres der neunte Rang in einem Weltcup-Rennen.
In den nächsten Jahren erreichte Rochat weitere Weltcup-Punkte und Podiums-Resultate bei FIS-Rennen, nur bei den Grossereignissen blieb sie weitestgehend erfolglos. Bei den Olympischen Spielen 2006 in Turin verpasste sie mit dem Team die besten zehn Ränge, bei vielen Weltmeisterschaften nahm sie gar nicht teil, 2005 erreichte sie im Teamsprint immerhin einen achten Rang. Bei der 2007 erstmals ausgetragenen Tour de Ski gab sie auf und wurde so nicht gewertet.
Insgesamt ist Rochats bestes Weltcupergebnis ein vierter Platz mit dem Team in Bern 2004, im Einzel gelang ihr nur einmal der Sprung in die Top 10, als Achte beim Sprint im Dezember 2005 in Vernon. Bei Schweizer Meisterschaften siegte sie viermal über 30 km (2000, 2002, 2004, 2005), dreimal in der Doppelverfolgung (2004, 2005, 2007), zweimal im Sprint (2005, 2007) und einmal über 10 km (2006). 2007 gewann sie den Engadin Skimarathon.
Im Februar 2010 siegte Rochat beim Transjurassienne über die 25-km-Kurzstrecke in der klassischen Technik. 
Nach der Saison 2009/2010 beendete sie ihre Langlauf-Karriere. Beruflich konnte sie bei ihrem langjährigen Sponsor, der Uhrenmanufaktur Audemars Piguet, im Event-Bereich einsteigen.

## Erfolge

### Siege bei Worldloppet-Cup-Rennen
Anmerkung: Vor der Saison 2015/16 hiess der Worldloppet Cup noch Marathon Cup.
| Nr. | Datum         | Ort            | Rennen              | Disziplin                  |
| --- | ------------- | -------------- | ------------------- | -------------------------- |
| 1.  | 11. März 2007 | Maloja–S-chanf | Engadin Skimarathon | 42 km Freistil Massenstart |

### Sonstige Siege bei Skimarathon-Rennen
- 2010 Transjurassienne, 25 km klassisch

### Siege bei Continental-Cup-Rennen
| Nr. | Datum           | Ort            | Disziplin                  | Serie           |
| --- | --------------- | -------------- | -------------------------- | --------------- |
| 1.  | 20. März 2004   | La Thomasette  | 5 km Freistil              | Continental Cup |
| 2.  | 21. März 2004   | La Thomasette  | 10 km klassisch Verfolgung | Continental Cup |
| 3.  | 10. Januar 2010 | Oberwiesenthal | 10 km klassisch            | Alpencup        |

## Teilnahmen an Weltmeisterschaften und Olympischen Winterspielen

### Olympische Spiele
- 2002 Salt Lake City: 3. Platz Staffel, 21. Platz 30 km klassisch, 22. Platz 10 km Verfolgung
- 2006 Turin: 11. Platz Staffel, 15. Platz Sprint Freistil, 25. Platz 10 km klassisch

### Nordische Skiweltmeisterschaften
- 2001 Lahti: 7. Platz Staffel, 28. Platz 15 km klassisch, 33. Platz 10 km klassisch
- 2003 Val di Fiemme: 10. Platz Staffel, 39. Platz 10 km klassisch, 43. Platz 2 × 5 km Doppelverfolgung
- 2005 Oberstdorf: 8. Platz Teamsprint Freistil, 11. Platz Staffel, 12. Platz 30 km klassisch Massenstart, 27. Platz 10 km Freistil
- 2007 Sapporo: 9. Platz Staffel, 14. Platz Teamsprint Freistil, 25. Platz Sprint klassisch

## Platzierungen im Weltcup

### Weltcup-Statistik
Die Tabelle zeigt die erreichten Platzierungen im Einzelnen.
- 1.–3. Platz: Anzahl der Podiumsplatzierungen
- Top 10: Anzahl der Platzierungen unter den ersten zehn
- Punkteränge: Anzahl der Platzierungen innerhalb der Punkteränge
- Starts: Anzahl gelaufener Rennen in der jeweiligen Disziplin
- Hinweis: Bei den Distanzrennen erfolgt die Einordnung gemäss FIS.

| Platzierung         | Distanzrennen a | Distanzrennen a | Distanzrennen a | Distanzrennen a | Distanzrennen a | Skiathlon Verfolgung | Sprint | Etappen- rennen b | Gesamt | Team c | Team c  |
| Platzierung         | ≤ 5 km          | ≤ 10 km         | ≤ 15 km         | ≤ 30 km         | > 30 km         | Skiathlon Verfolgung | Sprint | Etappen- rennen b | Gesamt | Sprint | Staffel |
| ------------------- | --------------- | --------------- | --------------- | --------------- | --------------- | -------------------- | ------ | ----------------- | ------ | ------ | ------- |
| 1. Platz            |                 |                 |                 |                 |                 |                      |        |                   |        |        |         |
| 2. Platz            |                 |                 |                 |                 |                 |                      |        |                   |        |        |         |
| 3. Platz            |                 |                 |                 |                 |                 |                      |        |                   |        |        |         |
| Top 10              |                 |                 |                 |                 |                 |                      | 1      |                   | 1      | 5      | 7       |
| Punkteränge         | 1               | 14              | 4               | 3               |                 | 6                    | 26     |                   | 54     | 9      | 12      |
| Starts              | 11              | 46              | 7               | 4               |                 | 14                   | 44     |                   | 126    | 9      | 12      |
| Stand: Karriereende |                 |                 |                 |                 |                 |                      |        |                   |        |        |         |

### Weltcup-Gesamtplatzierungen
| Saison  | Gesamt | Gesamt | Distanz | Distanz | Sprint | Sprint |
| Saison  | Punkte | Platz  | Punkte  | Platz   | Punkte | Platz  |
| ------- | ------ | ------ | ------- | ------- | ------ | ------ |
| 2000/01 | 25     | 70.    | -       | -       | 17     | 51.    |
| 2001/02 | 44     | 54.    | -       | -       | 22     | 44.    |
| 2002/03 | 2      | 100.   | -       | -       | 2      | 67.    |
| 2003/04 | 72     | 52.    | 72      | 34.     | -      | -      |
| 2004/05 | 63     | 52.    | 11      | 54.     | 56     | 27.    |
| 2005/06 | 121    | 44.    | 50      | 44.     | 71     | 29.    |
| 2006/07 | 73     | 49.    | 24      | 50.     | 49     | 34.    |
| 2007/08 | 24     | 68.    | 24      | 42.     | -      | -      |
| 2008/09 | 27     | 69.    | 9       | 74.     | 18     | 56.    |
| 2009/10 | 32     | 79.    | 20      | 64.     | 12     | 73.    |